# Edmund Geilenberg

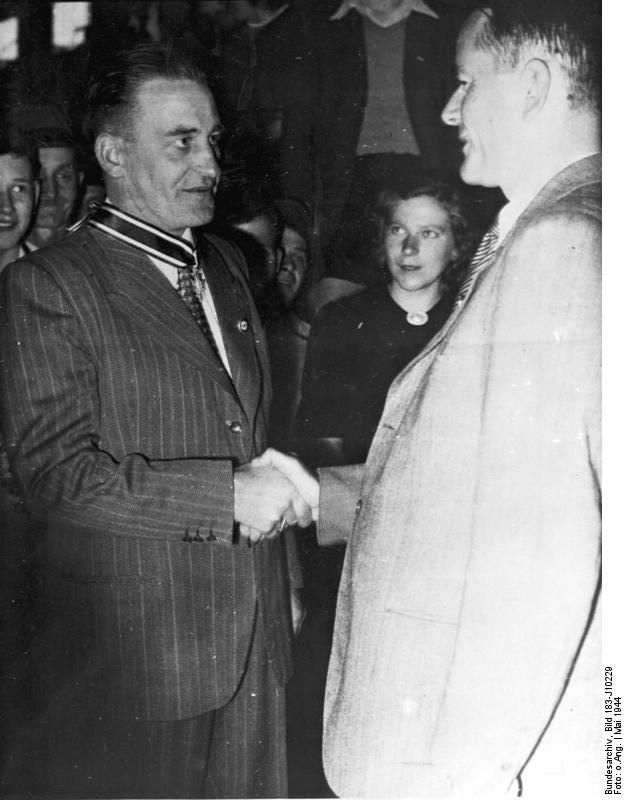
Albert Speer (rechts) gratuliert Geilenberg (links) zur Verleihung des Ritterkreuzes des Kriegsverdienstkreuzes (Mai 1944), Aufnahme aus dem Bundesarchiv

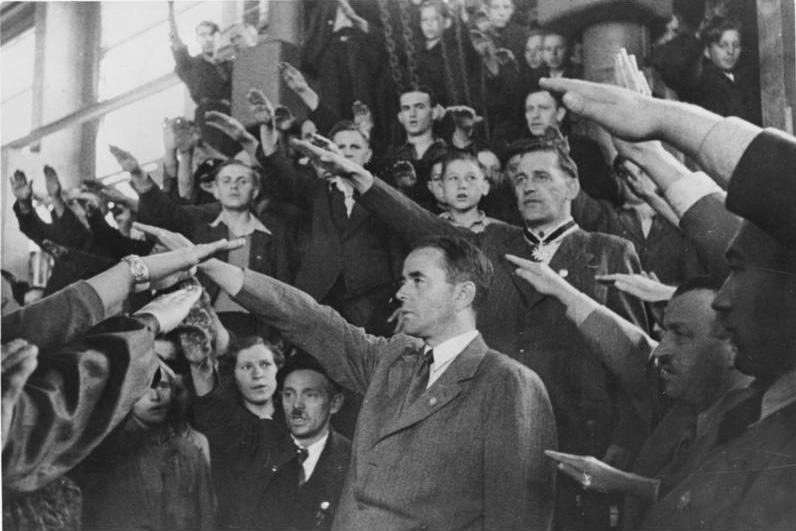
Geilenberg unmittelbar nach der Verleihung des Ritterkreuzes hinter Albert Speer

Edmund Geilenberg (* 13. Januar 1902 in Buchholz; † 19. Oktober 1964 in Bassum) war ein Vertreter der deutschen Rüstungsindustrie im nationalsozialistischen Deutschen Reich und Wehrwirtschaftsführer.

## Personalie Geilenberg
Geilenberg war ursprünglich Schlosser, er beantragte am 26. Juni 1937 die Aufnahme in die NSDAP und wurde rückwirkend zum 1. Mai desselben Jahres aufgenommen (Mitgliedsnummer 4.699.296). Er arbeitete bei Rheinmetall-Borsig als Direktionsassistent, bevor er 1939 Direktor der Stahlwerke Braunschweig GmbH, Berlin, einem Tochterunternehmen der Reichswerke Hermann Göring, wurde. Da er sich durch Produktionssteigerungen von Munition in den Stahlwerken Braunschweigs für weitere Aufgaben empfahl, wurde er in den Industrierat des Oberkommandos des Heeres für die Sommeroffensive der Ostfront im Jahre 1942 berufen. Des Weiteren war er für das sog. Iwan-Programm des Oberkommandos des Heeres verantwortlich, das die Aufgabe hatte, eingenommene Munitionsbetriebe in der Ukraine unverzüglich wieder in Betrieb zu nehmen. Dies gelang nur mit geringem Erfolg, da die Rote Armee das Gebiet wieder zurückeroberte.
Darüber hinaus war er „Leiter des Hauptausschusses Munition“ im Reichsministerium für Rüstung- und Kriegsproduktion, wofür er Mitte 1943 für seine Verdienste um den Aufbau der Munitionsfertigungen das Ritterkreuz zum Kriegsverdienstkreuz mit Schwertern erhielt. Von Adolf Hitler wurde er zum „Generalkommissar für Sofortmassnahmen“ im von Albert Speer geführten Ministerium ernannt. Die Ernennung erfolgte zur Beseitigung der im Führererlass vom 30. Mai 1944 genannten „Fliegerschäden“, die bei den alliierten Angriffen auf die Werke der Treibstoffproduktion entstanden waren. Er konnte mit seinen weitreichenden Kompetenzen im Rahmen der Umgliederung der Treibstoffindustrie „Arbeiten der Wirtschaft, auch der Rüstung und Kriegsproduktion“ stilllegen, Formationen der Wehrmacht bei seinen Sofortmaßnahmen Weisungen erteilen und er konnte den „Einsatz von Material und Arbeitskräften und mit rücksichtsloser Energie“ durchsetzen und die Schnelligkeit der Durchführung seiner Maßnahmen durfte „weder durch formale noch durch bezirkliche Hemmungen behindert werden“.
Nach 1951 war er Mitglied im Bonner Pleiger-Kreis, einem Treffen ehemaliger Führungskräfte der Hermann-Göring-Werke.

## Geilenberg-Programm und Unternehmen Wüste
Im Auftrag Hitlers entwickelte er das sogenannte Geilenberg-Programm, das später auch als Mineralölsicherungsplan bezeichnet wurde. Es ging dabei darum, die den alliierten Luftangriffen praktisch schutzlos ausgesetzten Hydrierwerke für die Herstellung von synthetischem Benzin unter die Erde zu verlagern (U-Verlagerung). Ferner sollten neue Technologien zur Herstellung von Treibstoffen entwickelt und in die Praxis umgesetzt werden. Die United States Army Air Forces, die ab Mai 1944 verstärkt die Anlagen zur Benzinherstellung zum Ziel hatten, griffen die Leunawerke, das Hydrierwerk in Magdeburg-Rothensee und das Ölfeld bei Zistersdorf in Österreich massiv an und senkten das zur Verfügung stehende Volumen an Treibstoff erheblich. Ferner waren durch die sowjetische Besetzung Rumäniens im August 1944 die Ölfelder bei Ploiești verloren gegangen, die einen Großteil des deutschen Erdölbedarfs deckten. Daher drohte die Versorgung der deutschen Streitkräfte mit Treibstoff zu erlahmen.
Nach dem Geilenberg-Plan war pauschal für jedes neu zu schaffende Werk für die Herstellung von Benzin zum Beispiel aus Ölschiefer ein KZ-Häftlingslager von jeweils 500 Personen vorgesehen. Dass Geilenberg auch persönliche Verantwortung für die Umstände in den Konzentrationslagern hatte, wird in einer Niederschrift vom 27. und 28. Juli 1944 des „Arbeitsstabs Wüste“ deutlich, die als Geilenbergbibel bezeichnet wird. In ihr werden die Aufgaben und Verantwortlichkeiten des Wüste-Programms verdeutlicht, so erfolgte die Zuweisung von Häftlingen für das Bauvorhaben auf direkte Veranlassung Geilenbergs.
Nach Darstellung der Mitarbeiter der Deutschen Ölschiefer-Forschungsgesellschaft lag die Verantwortung für den Häftlingseinsatz und die katastrophalen Zustände in den Lagern, die im Winter 1944/45 sogar eine Besichtigung durch Obergruppenführer Oswald Pohl veranlassten, ausschließlich bei Geilenberg und der SS.
Auf Weisung Geilenbergs wurden sieben KZ-Außenlager zum Abbau und Gewinnung des Ölschiefervorkommens aus dem Lias in Baden-Württemberg aufgebaut:
- KZ Schömberg: Schömberg
- KZ Schörzingen: Schörzingen
- KZ Frommern: Frommern
- KZ Erzingen: Erzingen
- KZ Bisingen: Bisingen
- KZ Dautmergen: Dautmergen
- KZ Dormettingen: Dormettingen

Sie wurden als Außenlager des KZ Natzweiler-Struthof im Elsass eingerichtet.
In Niedersachsen ist das KZ-Außenlager Schandelah zum Abbau des dortigen Ölschiefervorkommens als Außenlager des KZ Neuengamme bekannt, das auf Initiative Geilenbergs errichtet wurde.

## Wirkung des Programms
Das Programm Wüste, das von Michael Grandt in seinem Buch als Hitlers letzte Hoffnung bezeichnet wurde, scheiterte. Im Programm Wüste in Baden-Württemberg wurden innerhalb eines Jahres lediglich 1.500 Tonnen Treibstoff erzeugt. Vom KZ-Außenlager Schandelah sind keine Produktionszahlen bekannt.
In den oben genannten Lagern in Baden-Württemberg wurden im Rahmen des mit Decknamen versehenen Programms Wüste schätzungsweise mehr als 4.000 und in Schandelah etwa 200 Personen umgebracht. Geilenberg wurde nie für die in seinem Programm verübten Gräueltaten zur Rechenschaft gezogen.